# Fan Bingbing
Fan Bingbing (kinesiska: 范冰冰, pinyin: Fàn Bīngbīng), född 16 september 1981, är en kinesisk skådespelare och sångerska från Qingdao i provinsen Shandong. År 2015 var Fan Bingbing den fjärde bäst betalda skådespelerskan i världen enligt tidskriften Forbes. Fan har spelat i en rad kinesiska filmer. År 2010 vann hon priset för bästa kvinnliga huvudroll vid Tokyo International Film Festival för sin roll i den kinesiska filmen Buddha Mountain. Fan spelade Dr. Wus assistent i den kinesiska versionen av Iron Man 3. Hennes största roll i Hollywood är karaktären Blink i X-Men: Days of Future Past.
Fans intresse för skådespeleri och musik började tidigt, och uppmuntrades av hennes föräldrar som varit sångare och dansare. Hon lärde sig spela flöjt och piano, och debuterade som skådespelare vid 15 års ålder. Hon har sjungit in filmmusik och 2005 släppte hon albumet Just begun. 

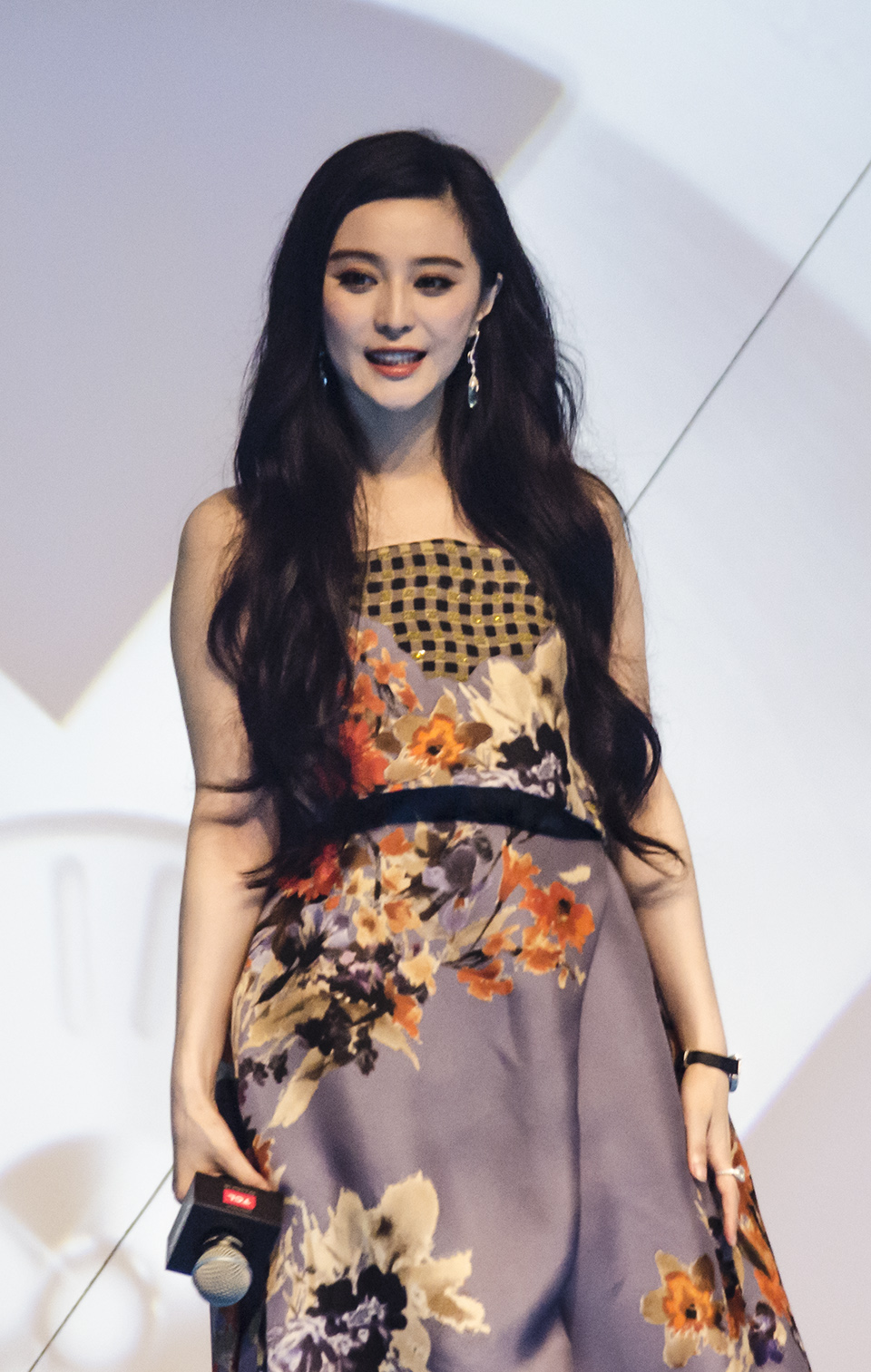
Fan Bingbing, på premiären av X-Men: Days of Future Past, 14 maj 2014

Fan har hyllats som modeikon och har bland annat varit på omslaget till Vogue.  Under Cannes 2010 bar hon klänningen Dragon Robe, vilken senare ställdes ut på Victoria and Albert Museum i London.
Fan är även engagerad i "Heart Ali", en välgörenhetsorganisation för barn med hjärtsjukdomar i Tibet.

## Filmografi (ett urval)[13]
- 2003 – Shou ji
- 2007 – Ai qing hu jiao zhuan yi
- 2009 – San suk si gin
- 2010 – Mei loi ging chat
- 2011 – Stretch
- 2012 – Er ci pu guang
- 2013 – One Night Surprise
- 2014 – X-Men: Days of Future Past
- 2015 – Wan wu sheng zhang
- 2016 – Le portrait interdit
- 2016 – Feng shen bang
- 2017 – The King's Daughter
- 2017 – Sky Hunter